# Danielle Williams
Danielle Gracia Williams (Saint Andrew, 14 september 1992) is een Jamaicaanse atlete, die gespecialiseerd is in de sprint en het hordelopen. Op de 100 m horden werd ze wereldkampioene.

## Biografie

### Jeugd
Williams studeert business en sportmanagement aan de Johnson C. Smith University. Ze begon haar atletiekcarrière als sprintster. Haar eerste internationale optreden beleefde ze in 2010 bij de CARIFTA Games voor U20-junioren in George Town op de Kaaimaneilanden. Ze kwam uit op de 100 m en de 4 x 100 m estafette. Op het eerste onderdeel werd ze vierde en op het laatste onderdeel won ze een bronzen medaille. Later dat jaar werd ze vierde bij de wereldjeugdkampioenschappen in de Canadese stad Moncton.

### Senioren
In 2015 nam ze deel aan de universiade in Kazan en veroverde hier een gouden medaille op het onderdeel 100 m horden. Op de wereldkampioenschappen in Peking liet ze opnieuw haar goede vorm blijken door op hetzelfde onderdeel de wereldtitel te winnen. Met een persoonlijk record van 12,57 s bleef ze de Duitse Cindy Roleder (zilver; 12,50) en Wit-Russische Alina Talaj (brons; 12,66) nipt voor.
Haar oudere zus Shermaine Williams doet ook aan hordelopen.

## Titels
- Wereldkampioene 100 m horden - 2015, 2023
- Universitair kampioene 100 m horden - 2015
- Centraal-Amerikaans en Caribisch kampioene U20 100 m horden - 2010

## Persoonlijke records
Outdoor
| Onderdeel    | Prestatie          | Datum         | Plaats     |
| ------------ | ------------------ | ------------- | ---------- |
| 100 m        | 11,24 s (-0,7 m/s) | 25 mei 2013   | Pueblo     |
| 200 m        | 22,62 s (-0,7 m/s) | 25 mei 2013   | Pueblo     |
| 400 m        | 56,80 s            | 14 april 2012 | Charlotte  |
| 100 m horden | 12,32 s (+0,8 m/s) | 20 juli 2019  | Londen     |
| verspringen  | 5,54 m (-1,2 m/s)  | 20 april 2012 | Petersburg |

Indoor
| Onderdeel    | Prestatie | Datum            | Plaats        |
| ------------ | --------- | ---------------- | ------------- |
| 60 m         | 7,32 s    | 15 maart 2014    | Winston-Salem |
| 200 m        | 23,43 s   | 9 maart 2013     | Birmingham    |
| 300 m        | 38,25 s   | 14 januari 2017  | Clemson       |
| 400 m        | 57,80 s   | 10 februari 2012 | Lynchburg     |
| 60 m horden  | 8,02 s    | 30 januari 2015  | State College |
| hoogspringen | 1,70 m    | 14 januari 2011  | Blacksburg    |

## Palmares

### 100 m
- 2010: 4e CARIFTA Games (U20) - 11,72 s

### 60 m horden
- 2016: DNF in serie WK indoor

### 100 m horden
- 2010:  CAC jeugdkamp. - 14,11 s
- 2010: 4e WK U20 - 13,46 s
- 2011:  Pan-Amerikaanse jeugd kamp. - 13,32 s
- 2013:  Universiade - 12,84 s
- 2013: 6e in ½ fin. WK - 13,13 s
- 2014: 4e Gemenebestspelen - 13,06 s
- 2015:  Universiade - 12,78 s
- 2015:  WK - 12,57 s
- 2017: 5e in ½ fin. WK - 13,14 s (in serie 12,66 s)
- 2018:  Gemenebestspelen - 12,78 s
- 2019:  WK - 12,47 s
- 2022: 6e WK - 12,44 s
- 2022: 6e Gemenebestspelen - 12,69 s
- 2023:  WK - 12,43 s

### 4 x 100 m
- 2010:  CARIFTA Games (U20) - 45,69 s
- 2010:  CAC jeugdkamp. - 45,03 s
- 2010: 4e WK U20 - 44,24 s

1983: Bettine Jahn ·
1987: Ginka Zagorcheva ·
1991: Ludmila Narozhilenko ·
1993: Gail Devers ·
1995: Gail Devers ·
1997: Ludmila Engquist ·
1999: Gail Devers ·
2001: Anjanette Kirkland ·
2003: Perdita Felicien ·
2005: Michelle Perry ·
2007: Michelle Perry ·
2009: Brigitte Foster-Hylton ·
2011: Sally Pearson ·
2013: Brianna Rollins ·
2015: Danielle Williams ·
2017: Sally Pearson ·
2019: Nia Ali ·
2022: Tobi Amusan ·
2023: Danielle Williams